# Rosema pallida
Rosema pallida är en fjärilsart som beskrevs av Jones 1921. Rosema pallida ingår i släktet Rosema och familjen tandspinnare. Inga underarter finns listade.